# Monika Hirsch (Leichtathletin)
Monika Hirsch (* 28. Februar 1959 in Mainz) ist eine ehemalige deutsche Sprinterin und Weitspringerin.
Bei den Weltmeisterschaften 1983 in Helsinki erreichte sie über 100 Meter das Viertelfinale und schied mit der bundesdeutschen Mannschaft im Vorlauf der 4-mal-100-Meter-Staffel aus.
1986 wurde sie im Weitsprung bei den Halleneuropameisterschaften in Madrid Vierte und bei den Europameisterschaften in Stuttgart Neunte. Im Jahr darauf wurde sie in derselben Disziplin Siebte bei den Halleneuropameisterschaften in Liévin.
1981 wurde sie Deutsche Meisterin über 100 und Vizemeisterin über 200 Meter, 1986 Meisterin im Weitsprung. In der Halle wurde sie über 60 Meter 1980 Deutsche Meisterin und 1986 Vizemeisterin und holte 1987 und 1988 den nationalen Titel im Weitsprung.
Monika Hirsch startete für den USC Mainz.

## Persönliche Bestleistungen
- 100 m: 11,41 s, 30. Mai 1981, Fürth
- 200 m: 23,01 s, 19. Juli 1981, Gelsenkirchen
- Weitsprung: 6,66 m, 12. Juli 1986, Berlin
  - Halle: 6,68 m, 22. Februar 1986, Madrid